# Aileen Hernandez
Aileen Hernandez (nata Clarke; 23 maggio 1926 – 13 febbraio 2017) è stata una sindacalista statunitense, attivista per i diritti civili e per i diritti delle donne.
Ha ricoperto la carica di presidente della National Organization of Women (NOW) tra il 1970 e il 1971, diventando la prima donna a servire nella Equal Employment Opportunity Commission.

## Biografia
Di discendenze afroamericane, Hernandez frequentò l'Università Howard, dove si interessò ai diritti civili in seguito a un episodio in cui le fu detto di chiamare un taxi "nero". Dopo essersi laureata con lode, divenne una sindacalista e in seguito contribuì a fondare la NOW. Come sua seconda presidente fu una delle organizzatrici dello sciopero delle donne per l'uguaglianza e testimoniò davanti a una sottocommissione del Congresso sull'Emendamento per i Diritti Civili, ma lasciò l'organizzazione per frustrazione nei confronti di ciò che vedeva come disuguaglianze razziali. Hernandez avrebbe poi co-fondato diverse organizzazioni focalizzate sulle donne afroamericane, oltre ad insegnare presso diverse università in California. È deceduta nel 2017 all'età di 90 anni.